# Rohrpostnetze in Italien
Die Rohrpostnetze in Italien entstanden im 19. Jahrhundert.

## Rohrpost Florenz
In Florenz eingehende Eilbotensendungen – vielfach auch in Kombination mit posta pneumatica, wenn diese Sendungen aus Milano, Napoli oder Roma kamen – wurden in Florenz mit dem örtlichen Rohrpostnetz zur Zustellung weiterbefördert. Diese Sendungen weisen den für die Rohrpost an vielen Orten charakteristischen vorderseitigen Abschlag eines Numeratorstempels auf. Ob in Florenz die Aufgabe von Sendungen per Rohrpost möglich war, ist nicht bekannt.

## Rohrpost Genua

Umschlag der Rohrpost in Genua aus dem Jahre 1946

Die ersten Versuche zur Entwicklung eines Rohrpostnetzes (posta pneumatica) in Italien stammen bereits aus den 1850er Jahren, als in Genua ein 12 km langes Rohrpostnetz entwickelt wurde. Noch über 100 Jahre später belegen entsprechende Briefe mit Aufgabe- und Ankunftstempel das Funktionieren der Rohrpost in Genua.
Weitere systematische Versuche zur Entwicklung eines Rohrpostsystems wurden seit 1911 in Turin unternommen. Allerdings wurde der allgemeine und öffentliche Rohrpostverkehr dann im Jahre 1913 zunächst nur in Mailand, Neapel und Rom aufgenommen. Abgebildet ist einer der extrem seltenen Rohrpostbriefe aus Genua mit entsprechender Frankatur durch Rohrpostmarken aus dem Jahre 1946.

## Rohrpost Mailand

Umschlag der Rohrpost in Mailand aus dem Jahre 1925

Nach Vorarbeiten in Genua und Turin wurde im Jahre 1913 der Rohrpostbetrieb in Mailand gemeinsam mit entsprechendem Betrieb in Rom und Neapel aufgenommen. Abgebildet ist eine Rohrpostsendung aus dem Ortsverkehr von Mailand aus dem Jahre 1925, die mit einer Rohrpostmarke freigemacht ist. Sehr deutlich ist in dem Stempelabschlag die Bezeichnung pneumatica zu lesen.

## Rohrpost Neapel

Umschlag der Rohrpost in Neapel aus dem Jahre 1957

Nach Vorarbeiten in Genua und Turin wurde im Jahre 1913 der Rohrpostbetrieb in Neapel gemeinsam mit entsprechendem Betrieb in Mailand und Rom aufgenommen. Abgebildet ist ein Umschlag der Rohrpost in Neapel aus dem Jahre 1957 mit italienischen Europamarken frankiert und als Auslands-Luftpostbrief der Rohrpost zur schnelleren Weiterleitung an das Luftpostamt übergeben. Die Postwertzeichen sind mit dem ungewöhnlichen, in roter Farbe abgeschlagenen Stempel des Rohrpostamtes von Vomero, einem Vorort von Neapel entwertet.

## Rohrpost Rom

Umschlag der Rohrpost in Rom aus dem Jahre 1929

Nach Vorarbeiten in Genua und Turin wurde im Jahre 1913 der Rohrpostbetrieb in Rom gemeinsam mit entsprechendem Betrieb in Mailand und Neapel aufgenommen. Abgebildet ist ein eingeschriebener Rohrpostbrief, der von der römischen Rohrpost bearbeitet wurde, aus dem Jahre 1929.

## Rohrpost Triest
Der Zeitpunkt der Einrichtung eines Rohrpostbetriebes in Triest ist nicht bekannt. Es sind jedoch Telegrammformulare der kuk-Postadministration für Triest bekannt, in denen im Vordruck in italienischer Sprache ein Feld zur handschriftlichen Ergänzung vorgesehen ist, wann die Sendung der posta pneumatica übergeben worden ist. Ob und wie die Rohrpost von Triest nach der Auflösung der kuk-Monarchie im Rahmen der italienischen Postverwaltung genutzt wurde, ist nicht bekannt.

## Rohrpost Turin
Nach ersten Versuchen in Genua wurde gegen 1910 ein Versuchsbetrieb für eine Rohrpost in Turin aufgenommen. Dieser hatte jedoch zunächst keine weiteren Folgen für die Stadt, denn der öffentliche Rohrpostbetrieb wurde im Jahre 1913 zunächst nur für Mailand, Neapel und Rom zugelassen. In welchem Umfang später die Rohrpost in Turin zum Einsatz kam, ist nicht bekannt.

## Rohrpost Città del Vaticano

Abschlag des Rohrpoststempels der Vatikanspost aus dem Jahre 1977

Briefe mit Rohrpoststempeln aus der Città del Vaticano sind nicht häufig. Daher ist die Tatsache, dass der Vatikan einen Anschluss an das römische Rohrpostnetz hatte, nur wenig bekannt. Der hier gezeigte Stempelabschlag vom 11. November 1977 belegt jedoch die Rohrpostverbindung des Vatikans zum römischen Rohrpostnetz. Faktisch hat die Rohrpost des Vatikans nicht als eigenes Rohrpostnetz funktioniert, sondern nur wie eine Stichlinie der Römischen Rohrpost, die in exterritoriales Staatsgebiet hineingelegt wurde. Seit wann die Postverwaltung des Vatikans eine Rohrpostverbindung mit der römischen Post hatte, ist unbekannt. Ebenso ist nicht bekannt, ob diese noch in Betrieb ist.